# Adrian van Hooydonk
Adrian van Hooydonk (n. Echt, Países Bajos; 21 de junio de 1964) es un diseñador de automóviles que actualmente es el jefe de diseño del grupo BMW (BMW, MINI y Rolls Royce).

## Trayectoria
Estudió en la Delft University of Technology en Holanda y luego en el Art Center Europe en Vevey, Suiza, hasta 1992. 
Empezó a trabajar en BMW en 1992 como diseñador del exterior de los vehículos. En 2000 fue nombrado Jefe de Diseño Exterior en el centro de diseño de BMW DesingworksUSA y en 2009 sucedió a Chris Bangle como jefe de diseño del grupo BMW.